# كلوامن
كلوامن (لاتينية: Kelwamen، أمازيغية: ⴰⴽⴰⵍ ⵡ ⴰⵎⴰⵏ) هي إحدى قرى ولاية قبلي بالجنوب التونسي، وهي تابعة إداريا إلى معتمدية قبلي الجنوبية. وتقع على الطريق الذي يمر جنوب قرية غليسية القدارة.
كلوامن هي تسمية أمازيغية مكونة من كلمتين، هما: «كل» و «وامن». من المحتمل أن اسم المكان تأثر باللغة الاتينية ليصبح كلوامن عوض أكال وأمان (Akal-w Aman) ففي الترجمة الأقرب للغة الأمازيغية تعني «أرض الماء» أو «أرضي يوجد بها الماء»: أكال (Akal) تعني أرض، و (w) تشير إلى ملكية الشيء و أمان (Aman) تعني الماء بالأمازيغية. خصوصا أن كلوامن تقع في الواحة حيث يوجد عيون الماء.
يعود تاريخ كلوامن لتابعية تلمين الكبرى وعين تاورغى، تأهلت بالسكان زمن العش بن عمر اليربوعي زعيم قبيلة الأعشاش اثر خلافه الكبير مع ملك تلمين وظهوره عليه ثم فراره بعدذلك إلى واد سوف وواد زيغ جنوب شرقي الجزائر.
يعرف سكانها الأصليون بأنهم بربر يعودون في الانتساب إلى عين تاورغى وقرية بشري أكبر قرى نفزاوة القديمة في مملكة تلمين.و أما بقية من سكن فيها لاحقا فهم عرب أقحاح استوطنوا متأخرى ن على أرض الماء، ورحب بهم أهلها غاية الترحيب، وكانوا ينادونهم ولا يزالون إلى يوم الناس هذا -بالعرب- وهؤلاءهم قبيلة المكاشرة أولى عشائر أولاد يعقوب العربية المشهورة في نفزاوة ب: عقدة الدم. أو هكذاكان يسميها شيوخ منطقة نفزاوة.وقد اشتهرت هذه القبيلة بشجاعة فرسانها واقدامهم وشدة بسالتهم واستماتتهم في الدفاع عن حرمتهم وحرمة أصدقائهم.كما ذكر المؤرخ الفرنسي موريو بيار في «كتابه بحيرات السماءو كثبان الرمال النفزاوية».الصادر سنة 1947الصفحة 104-106
و تعايش أهل القرية الاصليون في ظل «عرش الرجايبة» أمنين على أنفسهم وأموالهم من غارات الأعراب الاخرين، الذين يتهيبون حمى «أولاد عمران» خشية سطوتهم. لما لهم من شيوع نفوذ وا متداد وصل في الزمن المتأخر إلى السيطرة على كل نفزاوة وتلمين، وامتد نفوذا إلى بلاد الجريد مع تولي القائد علي بوعلاق شيخ مشايخ أولاد يعقوب حكم هذه الأخيرة. إلى قبيل خروجه ثائراضد فرض الحماية الفرنسية على تونس واثر توجيه المحلة إلى قبلي سنة 1857. مع القائد المجاهد «العجوز المتمرد»علي بن خليفة النفاتي من قبيلة نفات
اعتقل على اثرها علي بوعلاق وغادر القائد النفاتي إلى الزاوية الغربية في ليبياسنة 1884.وخرج علي بوعلاق ليعاود قيادة الثورة ضد فرنسا على رأس قبائل أولاد يعقوب والفراشيش والهمامة وبني يزيد من 1906 ولغاية 1917 حيث اضطرته الظروف ومن كان معه إلى الخروج إلى ليبيا
أنظر التاريخ الإسلامي: محمود شاكر-الجزء الرابع عشر-تونس- المكتب الإسلامي. بيروت- لبنان